# 청솔초등학교 (울산)
청솔초등학교는 대한민국 울산광역시 남구에 있는 초등학교다.

## 학교 연혁
- 2007. 02. 14 청솔초등학교 설립 인가
- 2007. 03. 01 제1대 조일규 교장 부임
- 2007. 03. 01 청솔초등학교 개교(14학급)
- 2009. 09. 11 2009 하반기 교원능력개발평가 선도학교
- 2010. 03. 01 ~ 2011. 02. 28 학력증진 선도학교, 울산광역시교육청지정 개정교육과정 정책연구학교
- 2011. 03. 01 ~ 2013. 02. 28 울산광역시교육청지정 개정교육과정 정책연구학교, 창의인성모델학교, 학력신장 선도학교
- 2011. 12. 05 2011 과학교육종합평가 우수학교 선정
- 2011. 12. 14 2011년 전국 100대 교육과정 우수학교 선정
- 2011. 03. 01 ~ 2015. 02. 28 학력증진 선도학교
- 2012. 05. 21 ~ 23 2013 대한민국 좋은학교 박람회 참가
- 2013. 09. 01 제4대 한세일 교장 부임
- 2015. 02. 17 제8회 졸업식(80명 졸업 총 누계 768명)
- 2015. 03. 01 29학급 편성